# Studio Zero
 (mai 2020).
Studio Zero (スタジオ・ゼロ, Sutajio zero) était un studio d'animation japonais créé en 1963 par Shin'ichi Suzuki, Shōtarō Ishinomori, Jirō Tsunoda, Kiyokazu Tsunoda, Motō Abiko, Hiroshi Fujimoto, Fujio Akatsuka et qui fit faillite en 1971. 

## Histoire
En 1963, les mangakas Shin'ichi Suzuki, Shōtarō Ishinomori, Jirō Tsunoda, Kiyokazu Tsunoda (grand frère du précédent), le duo Fujiko Fujio (composé de Motō Abiko et Hiroshi Fujimoto) et Fujio Akatsuka forment le studio d'animation Studio Zero. 
Au début, le studio loue un bâtiment servant anciennement de salle de boxe dans le quartier de Nakano à Tōkyō qui sert alors de studio d'animation. La présidence du studio est tournante avec un mandat de deux ans: Shin'ichi Suzuki (1964-65), Hiroshi Fujimoto (1966-67) et Shōtarō Ishinomori (1968-71).
À son apogée, le studio employait plus d'une centaine d'animateurs mais à la fin des années 60, le studio eut du mal à s'attirer de nouveaux sponsors et finit par faire faillite en 1971. 

## Production

### Série TV
- Osomatsu-kun (60 épisodes) (fév 1966 - mars 1967)
- Pāman (65 épisodes) (avr 1967 - avr 1968) (avec TMS)
- Kaibutsu-kun (48 épisodes) (avr 1968 - mars 1969)
- Umeboshi Denka (27 épisodes) (avr 1969 - sept 1969)
- Sabu to Ichi Torimono Hikae (52 épisodes) (oct 1968 - sept 1969) (avec Mushi Production et Toei Animation)